# Маунт-Плезант (Арканзас)
Маунт-Плезант (англ. Mount Pleasant) — місто (англ. town) в США, в окрузі Ізард штату Арканзас. Населення — 353 особи (2020).

## Географія
Маунт-Плезант розташований на висоті 187 метрів над рівнем моря за координатами 35°58′53″ пн. ш. 91°46′38″ зх. д. / 35.98139° пн. ш. 91.77722° зх. д. (35.981353, -91.777319).  За даними Бюро перепису населення США в 2010 році місто мало площу 8,66 км², з яких 8,63 км² — суходіл та 0,04 км² — водойми. В 2017 році площа становила 9,11 км², з яких 9,07 км² — суходіл та 0,04 км² — водойми.

## Демографія
Згідно з переписом 2010 року, у місті мешкало 414 осіб у 180 домогосподарствах у складі 117 родин. Густота населення становила 48 осіб/км².  Було 208 помешкань (24/км²). 
Расовий склад населення:
| - 95,2 % — білих - 2,2 % — чорних або афроамериканців - 0,7 % — корінних американців - 0,5 % — вихідців з тихоокеанських островів - 0,2 % — азіатів |

До двох чи більше рас належало 1,2 %. Іспаномовні складали 0,0 % від усіх жителів.
За віковим діапазоном населення розподілялося таким чином: 21,3 % — особи молодші 18 років, 58,4 % — особи у віці 18—64 років, 20,3 % — особи у віці 65 років та старші. Медіана віку мешканця становила 43,5 року. На 100 осіб жіночої статі у місті припадало 115,6 чоловіків;  на 100 жінок у віці від 18 років та старших — 106,3 чоловіків також старших 18 років.
Середній дохід на одне домашнє господарство  становив 48 565 доларів США (медіана — 32 083), а середній дохід на одну сім'ю — 50 515 доларів (медіана — 43 750). За межею бідності перебувало 9,7 % осіб, у тому числі 0,0 % дітей у віці до 18 років та 9,7 % осіб у віці 65 років та старших.
Цивільне працевлаштоване населення становило 134 особи. Основні галузі зайнятості: виробництво — 22,4 %, роздрібна торгівля — 16,4 %, освіта, охорона здоров'я та соціальна допомога — 16,4 %.
За даними перепису населення 2000 року в Маунт-Плезанті проживала 401 осіоба, 113 сімей, налічувалося 166 домашніх господарств і 182 житлових будинки. Середня густота населення становила близько 44,6 осіб на один квадратний кілометр. Расовий склад Маунт-Плезант за даними перепису розподілився таким чином: 99,25 % білих, 0,25 % — азіатів, 0,50 % — представників змішаних рас. Іспаномовні склали 1,50 % від усіх жителів містечка.
Зі 166 домашніх господарств в 37,3 % — виховували дітей віком до 18 років, 52,4 % представляли собою подружні пари, які спільно проживали, в 11,4 % сімей жінки проживали без чоловіків, 31,9 % не мали сімей. 28,3 % від загального числа сімей на момент перепису жили самостійно, при цьому 15,7 % склали самотні літні люди у віці 65 років та старше. Середній розмір домашнього господарства склав 2,42 особи, а середній розмір родини — 3,00 особи.
Населення містечка за віковим діапазоном за даними перепису 2000 року розподілилося таким чином: 30,2 % — жителі молодше 18 років, 6,5 % — між 18 і 24 роками, 27,9 % — від 25 до 44 років, 23,2 % — від 45 до 64 років і 12,2 % — у віці 65 років та старше. Середній вік мешканця склав 35 років. На кожні 100 жінок в Маунт-Плезанті припадало 91,9 чоловіків, у віці від 18 років та старше — 84,2 чоловіків також старше 18 років.
Середній дохід на одне домашнє господарство в містечкі склав 21 875 доларів США, А середній дохід на одну сім'ю — 29 286 доларів. При цьому чоловіки мали середній дохід в 22 115 доларів США на рік проти 17 250 доларів середньорічного доходу у жінок. Дохід на душу населення в містечкі склав 11 014 доларів на рік. 16,7 % від усього числа сімей в окрузі і 21,5 % від усієї чисельності населення перебувало на момент перепису населення за межею бідності, при цьому 20,7 % з них були молодші 18 років і 52,2 % — у віці 65 років та старше.